# Ramadapis
Ramadapis sahnii був примітивним приматом, що належав до Sivaladapidae, існував приблизно 11–14 мільйонів років тому (з початку до середини міоцену). Лише нижня щелепа (кістка нижньої щелепи) була знайдена на місці розкопок, яке було поблизу Рамнагара в районі Удхампур у Джамму та Кашмірі, зокрема, у нижніх відкладах Сівалік. Щелепна кістка вказує на те, що Рамадапіс нагадував сучасного лемура котячого. Ранній лемур був названий на честь Ашока Сахні, який виявив перший сиваладапід у відкладеннях Сіваліка. Довжина нижньої щелепи становила лише півтора дюйма, що змусило вчених припустити, що її вага становила лише 5 кг.

## Екологія
Середовище, в якому жив Ramadapis sahnii, викликає великі суперечки. Було припущено, що це або лісиста місцевість, луки з невеликою кількістю дерев, вологий тропічний ліс і, нарешті, щось на зразок луків і лісів.